# Estadio Kuélap
El Estadio Kuélap es un estadio ubicado en la ciudad de Chachapoyas, provincia de Chachapoyas, departamento de Amazonas, Perú. Es utilizado para la práctica del fútbol. También es usado para conciertos de música. Tiene capacidad para 1.000 espectadores.